# Colladó d’Aigüissi
El Colladó d'Aigüissi és una collada que es troba en el terme municipal de la Vall de Boí, a la comarca de l'Alta Ribagorça, i dins del Parc Nacional d'Aigüestortes i Estany de Sant Maurici.

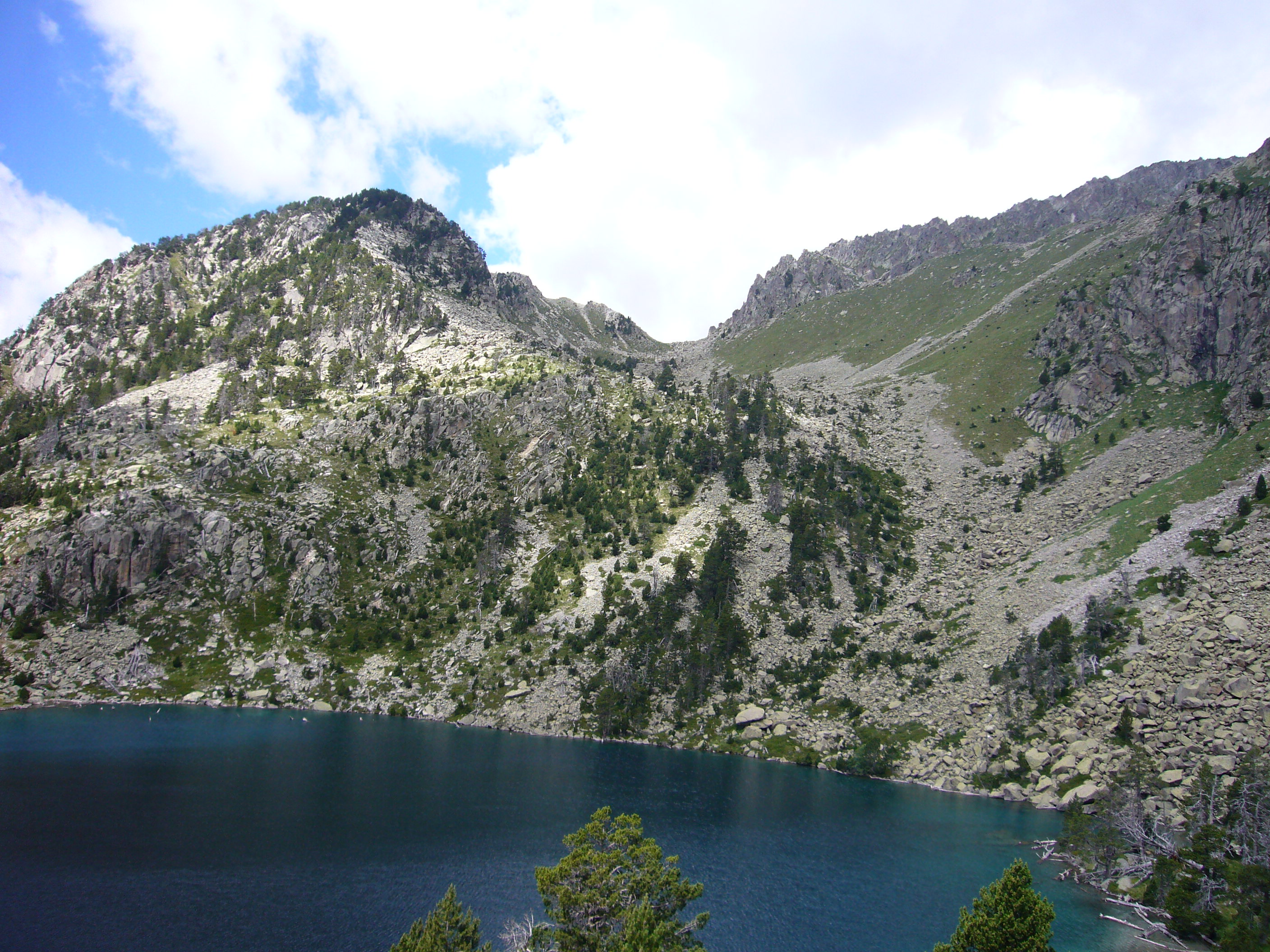
Estany de Sarradé, Cap de Copiello i Colladó d'Aigüissi

«El nom prové del llatí "aqua exi", surt aigua».
El coll està situat a 2.457,2 metres d'altitud, entre el Bony d'Aigüissi al nord-oest i el Cap de Copiello al sud; comunica Aigüissi (O) amb la Vall de Sarradé (E).

## Rutes
Des de l'Estany de Sarradé: pujant per la tartera que queda a l'oest.